# Dalechampia catati
Dalechampia catati är en törelväxtart som beskrevs av Jacques Désiré Leandri. Dalechampia catati ingår i släktet Dalechampia och familjen törelväxter.
Artens utbredningsområde är Madagaskar. Inga underarter finns listade i Catalogue of Life.